# Breviea sericea
Breviea sericea är en tvåhjärtbladig växtart som beskrevs av André Aubréville och François Pellegrin. Breviea sericea ingår i släktet Breviea och familjen Sapotaceae. IUCN kategoriserar arten globalt som nära hotad. Inga underarter finns listade i Catalogue of Life.